# Один в поле не воин (фильм)
«Один в поле не воин» (англ. No Man Is an Island ) — американская военная драма 1962 года, снятая режиссёрами Ричардом Голдстоуном и Джоном Монксом мл. на студии «Gold Coast Productions»
Слоган — «He Fought a One Man War Against Japan!» («Он один вёл войну против Японии!»).
Премьера фильма состоялась 20 сентября 1962 года.

## Сюжет
Фильм основан на реальных событиях. Действие происходит во время Второй мировой войны на тихоокеанском острове Гуам. Радист флота США Джордж Рэй Твид после капитуляции американского гарнизона на Гуаме в 1941 году избегает плена и прячется от японцев в джунглях. В течение двух лет и семи месяцев герой фильма ведёт в одиночку борьбу не только с противником, но и суровыми условиями обитания.
После того, как японцы узнали об укрывшейся на острове нескольких американцах, не взятых в плен, они начали охотиться за ними. Взятые в плен американские пехотинцы были доставлены в Японию, а тех, кто был схвачен в джунглях, подлежали казни. Японцы предложили по 100 иен за поимку любого из них, и 1000 иен за Дж. Твида так как он был опытным радистом. Дж. Твид смог получить радиостанцию, что позволило ему получать новости из Сан-Франциско и сообщать их местным жителям. Благодаря полученной по радио информации, Твид в течение четырёх месяцев издавал подпольную газету «Guam Eagle», используя для этого копировальную машинку.
Несмотря на то, что никто из американцев не хотел сдаваться, японцы всё же схватили и казнили их всех, кроме Твида. Японцы также пытали и казнили местных жителей, которых подозревали в оказании помощи американцам.
При поддержке многих местных жителей Дж. Твиду удалось прятаться на острове в течение двух лет и семи месяцев. В июле 1944 года он смог подать сигнал двум эсминцам, участвующим в подготовке к предстоящему вторжению США, с помощью зеркала и семафора . Твид передавал информацию о японской обороне, которую он собрал со своего наблюдательного пункта, выходящего на западное побережье острова. Битва заканчивается победой американцев. Дж. Твид был спасён.

## В ролях
- Джеффри Хантер — Джордж Рэй Твид
- Маршалл Томпсон — Джонни Сонненберг
- Барбара Перез — «Джо» Круз
- Рональд Реми — Чико Торрес
- Пол Эдвардс — Аль Турни
- Рольф Байер — Шульц
- Винсент Ливанаг — Висенте
- Фред Харрис II — Рой Лунд
- Ламберто В. Авеллана — Симода
- Чичай — Накамура
- Антонио де ла Могей — Флорецито
- Вик Силаян — майор Хондо
- Берт Ла Фортеса — Харада
- Эдди Инфанте — Сус Китугуа
- Нардо Рамос — Тумон
- Роза Миа — Примера Китугуа
- Майк Анзуреш — Сантос

Съёмки фильма проходили на Филиппинах с участием местных актёров.